# Johann Franz Dupont
Johann Franz Dupont, o Johannes Franciscus (Rotterdam, 3 d'agost de 1822 - Nuremberg, 20 de març de 1875), fou un músic i compositor holandès.
En un principi es dedicà a l'estudi de la medicina, però abandonà aquesta carrera per la música, estudiant els principis en la seva ciutat natal, i perfeccionant-se a Leipzig sota la direcció de Mendelssohn, Hauptmann, David i F. Boehme. Després d'una llarga residència en el seu país, retornà a Alemanya el 1852, sent successivament director d'orquestra del teatre de Halle, del de Linz, Hamburg i Nuremberg.
Va publicar:
- Tres col·leccions de Lieder;
- Tres col·leccions de cors;
- Diversos quartets i duets;
- Ballade et Scherzo, per a piano;
- Souvenir d'Hartzbourg, per a piano;
- dues Simfonies;
- diverses Obertures;
- Bianca Siffredi, òpera en tres actes.